# Třída Sa'ar 2
Třída Mivtach (některé prameny ji dělí na samostatné třídy Sa'ar 1 a Sa'ar 2) byly dělové čluny a později také raketové čluny Izraelského vojenského námořnictva. Izrael provozoval celkem šest jednotek této třídy. Nejprve trojici dělových člunů Sa'ar 1 (hebrejsky: סער 1), následně tři raketové čluny Sa'ar 2 (סער2). Roku 1974 byla raketami vyzbrojena i první trojice a od té doby neslo všech šest plavidel označení Sa'ar 2.
V září 1973 byly čluny úspěšně nasazeny v jomkipurské válce a později také v dalších operacích. Izraelské námořnictvo je všechny vyřadilo. Raketový člun INS Mivtach se dochoval jako muzejní exponát v Clandestine Immigration and Sea Corps Museum v Haifě.

## Stavba

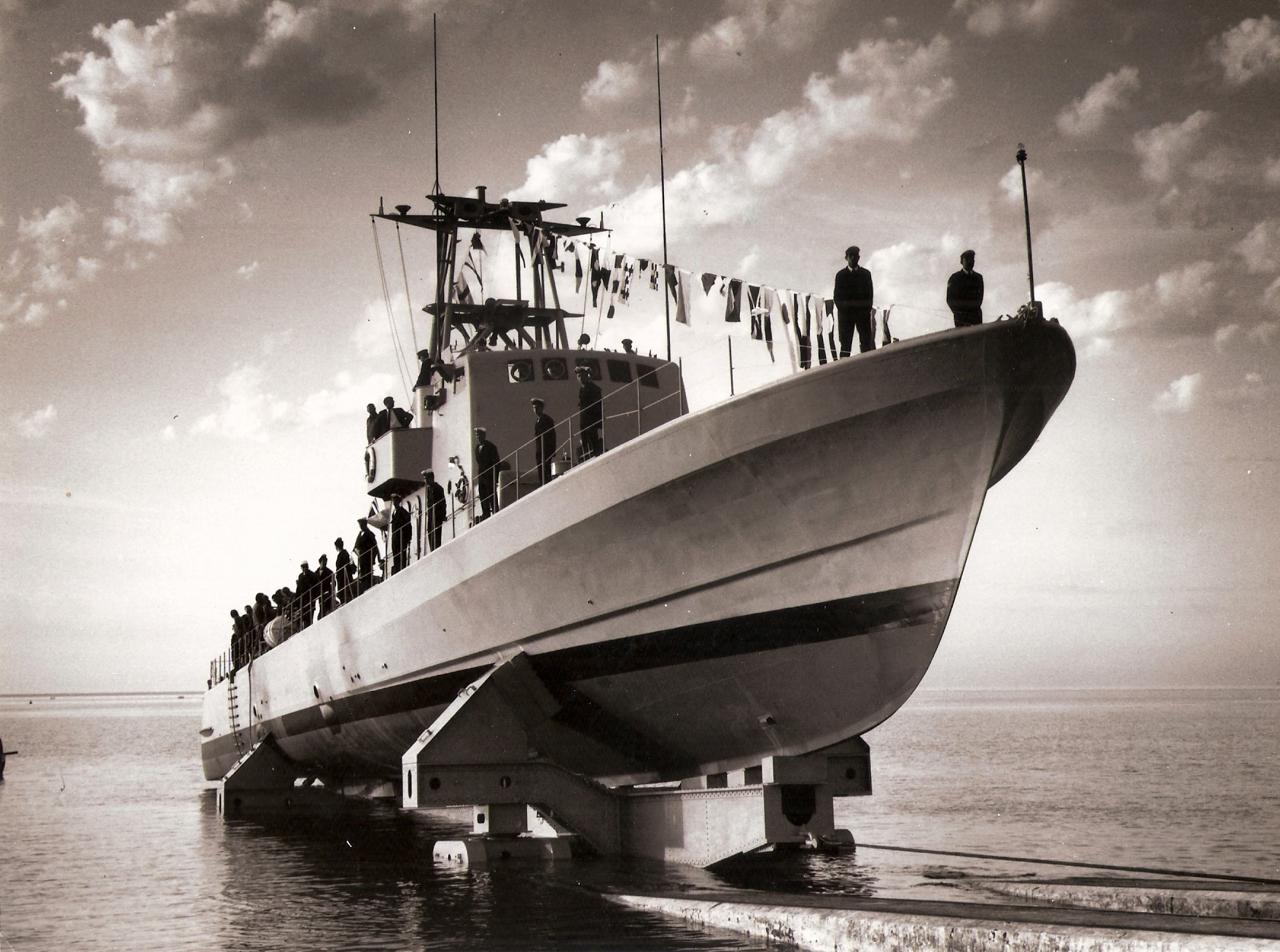
Prototypový člun INS Mivtach je spouštěn na vodu v loděnici v Cherbourgu

V 60. letech 20. století izraelské námořnictvo řešilo problém náhrady dosavadních hlavních válečných lodí moderními plavidly nové koncepce, aby mohlo čelit SSSR podporovaným námořnictvům okolních arabských států. Zvolilo si malé a rychlé útočné čluny, které by bylo možné co nejdříve vyzbrojit vyvíjenými izraelskými protilodními střelami Gabriel (staly by se protiváhou arabským státům dodaných člunů sovětské třídy Komar). Po prozkoumání dostupných zahraničních konstrukcí námořnictvo zvolilo útočné čluny německého námořnictva třídy Jaguar (TNC 42) stavěné loděnicí Lürssen. Hlavní odlišností bylo použití ocelového trupu, což zlepšovalo jejich stabilitu. Roku 1965 bylo objednáno 12 útočných člunů, přičemž jejich stavba byla z politických důvodů svěřena francouzské loděnici Constructions Mécaniques de Normandie (CMN) v Cherbourgu (Loděnice tím zároveň podnikla první krok k pozdější stavbě svých raketových člunů La Combattante). První tři nedokončené čluny byly (bez výzbroje) dodány roku 1967. Po instalaci hlavňové výzbroje se z nich staly dělové čluny s označením Sa’ar 1. Další trojice byla dodána roku 1968, přičemž tato plavidla již byla vyzbrojena střelami Gabriel a jejich označení se změnilo na Sa’ar 2. Na podobný standard byly roku 1974 přezbrojeny i první tři jednotky, takže třídu Sa’ar 2 od té doby tvořilo celkem šest člunů. Zbývajících šest člunů z objednávky pak bylo dokončeno ve vylepšené verzi Sa'ar 3.
Jednotky tříd Sa’ar 1 a Sa’ar 2:
| Název             | Spuštěna na vodu | Uvedena do služby | Poznámka                                                  |
| ----------------- | ---------------- | ----------------- | --------------------------------------------------------- |
| INS Mivtach (311) | 11. dubna 1967   | 1969              | Sa’ar 1 roku 1974 přestavěn na standard Sa’ar 2, vyřazen. |
| INS Miznak (312)  |                  | 1969              | Sa’ar 1 roku 1974 přestavěn na standard Sa’ar 2, vyřazen. |
| INS Misgav (313)  |                  | 1969              | Sa’ar 1 roku 1974 přestavěn na standard Sa’ar 2, vyřazen. |
| INS Eilat (321)   |                  | 1969              | Vyřazen.                                                  |
| INS Haifa (322)   |                  | 1969              | Vyřazen.                                                  |
| INS Akko (323)    |                  | 1969              | Vyřazen.                                                  |

## Konstrukce

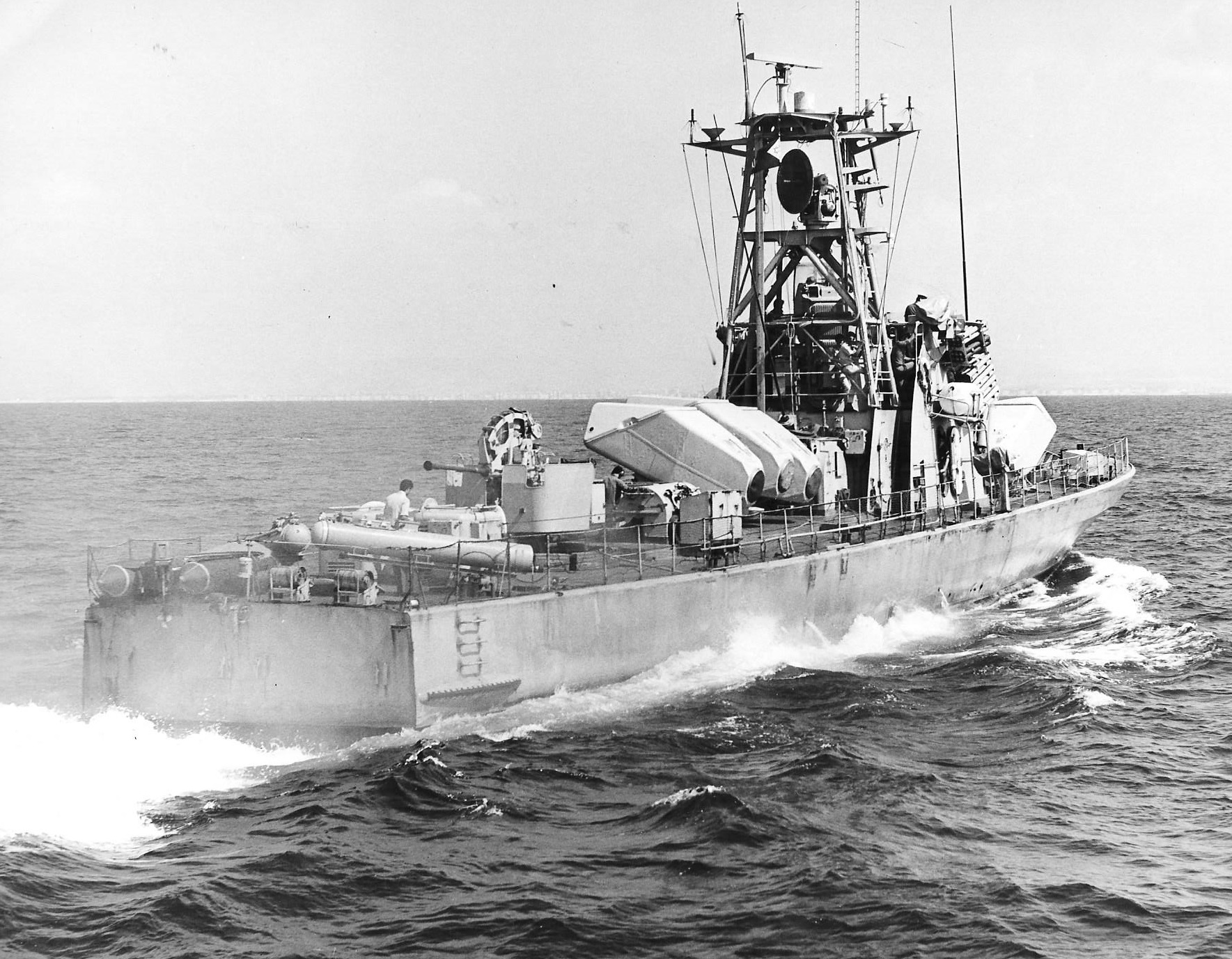
INS Misgav po přestavbě na raketový člun Sa’ar 2. Na zádi jsou patrné dva torpédomety, 40mm kanón a trojice střel Gabriel

### TřídaSa’ar 1
Čluny měly ocelový trup a nástavbu z hliníkových slitin. Byly vyzbrojeny třemi 40mm kanóny Bofors ve třech otevřených věžích a jedním 12,7mm kulometem M2HB a hlubinnými pumami. Pohonný systém tvořily čtyři diesely MTU MD 871 o výkonu 13 600 hp, pohánějící čtyři lodní šrouby. Nejvyšší rychlost přesahovala 40 uzlů. Ekonomická rychlost byla 15 uzlů a dosah 2500 námořních mil.

### TřídaSa’ar 2

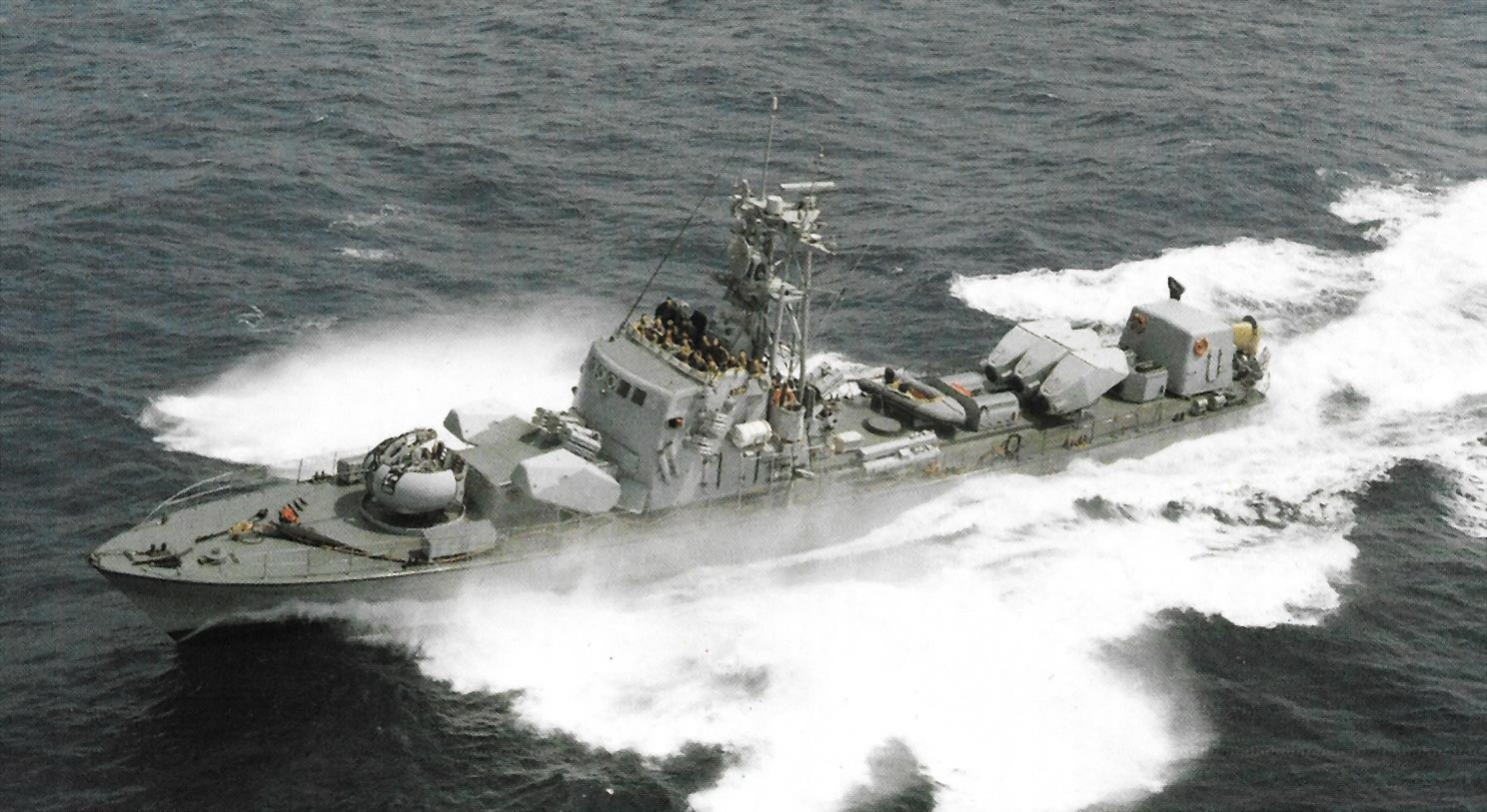
Raketový člun třídy Sa’ar 2 modernizovaný pro stíhání ponorek. Člun nese jeden 40mm kanón, pětici střel Gabriel a dva trojhlavňové 324mm torpédomety

Výzbroj první a druhé trojice člunů Sa’ar 2 se lišila, přičemž během služby byla různé modifikována. První trojice byla po přestavbě na třídu Sa’ar 2 vyzbrojena dvěma 40mm kanóny Bofors a osmi protilodními střelami Gabriel Mk.I s dosahem 20 km. Druhá trojice plavidel nesla jeden 76mm kanón OTO Melara, dva 12,7mm kulomety a šest protilodních střel Gabriel.
Později byla trojice střel Gabriel nahrazena čtyřmi americkými protilodními střelami RGM-84C Harpoon s dosahem 130 km. Část plavidel byla upravena pro protiponorkový boj. Hlavní změnou byla instalace sonaru s měnitelnou hloubkou ponoru a dvojice 324mm protiponorkových torpédometů.

## Služba

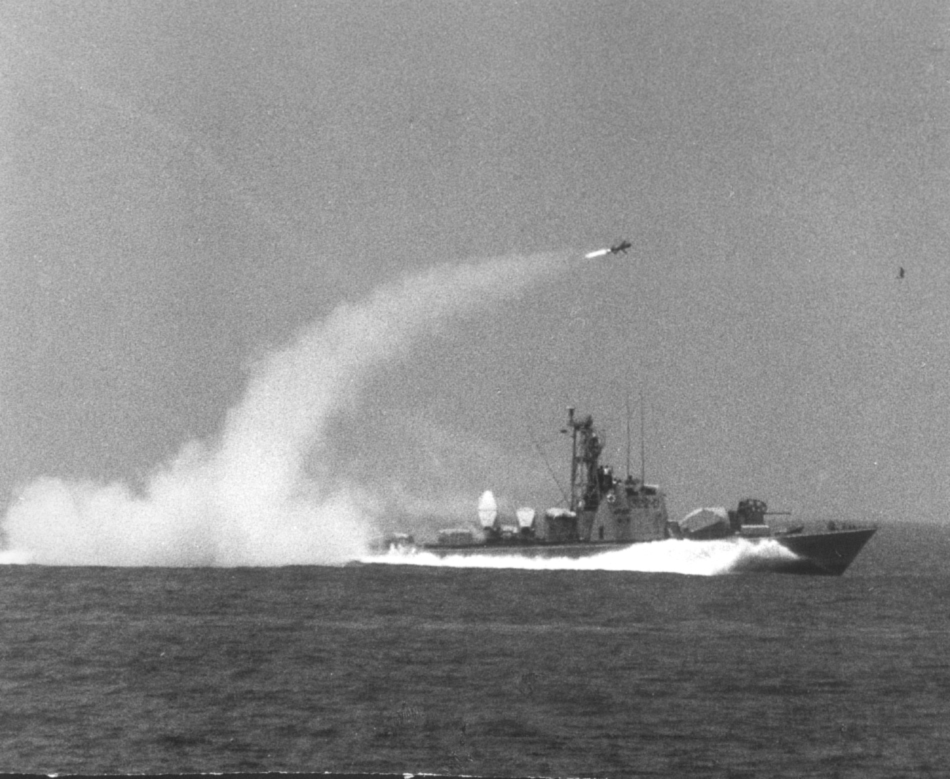
Cvičný odpal střely Gabriel

Raketové čluny této třídy se do ostré akce poprvé zapojily během jomkipurské války v září 1973. Úspěšně bojovaly v bitvách u Latakie a u Baltimu.